# أوفيليا هامبردزوميان
أوفيليا هامبردزوميان (بالأرمنية: Օֆելիա Համբարձումյան)‏ (و. 1925 – 2016 م) هي مغنية من أرمينيا . ولدت في يريفان .

## جوائز وترشيحات
حصلت على جوائز منها:
- Mesrob Mashtots Medal.